# Condado de Union (Pensilvania)
El condado de Union es un condado ubicado en el estado de Pensilvania. En 2000, su población era de 41.624 habitantes. El Condado de Union fue fundado en 1813 a partir de parte del condado de Northumberland. Su sede está en Lewisburg.

## Geografía

### Condados adyacentes
- Condado de Lycoming (norte)
- Condado de Northumberland (este)
- Condado de Snyder (sur)
- Condado de Mifflin (suroeste)
- Condado de Centre (oeste)

## Demografía
Según el censo de 2000, el condado cuenta con 41.624 habitantes, 13.178 hogares y 9.211 familias residentes. La densidad de población es de 51 hab/km² (131 hab/mi²). Hay 14.684 unidades habitacionales con una densidad promedio de 18 u.a./km² (46 u.a./mi²). La composición racial de la población del condado es 90,08% Blanca, 6,91% Afroamericana o Negra, 0,16% Nativa americana, 1,06% Asiática, 0,04% De las islas del Pacífico, 0,37% de Otros orígenes y 1,37% de dos o más razas. El 3,90% de la población es de origen Hispano o Latino cualquiera sea su raza de origen.
De los 13.178 hogares, en el 31,10% de ellos viven menores de edad, 59,90% están formados por parejas casadas que viven juntas, 6,90% son llevados por una mujer sin esposo presente y 30,10% no son familias. El 25,30% de todos los hogares están formados por una sola persona y 11,80% de ellos incluyen a una persona de más de 65 años. El promedio de habitantes por hogar es de 2,50 y el tamaño promedio de las familias es de 3,00 personas.
El 20,10% de la población del condado tiene menos de 18 años, el 13,90% tiene entre 18 y 24 años, el 30,90% tiene entre 25 y 44 años, el 21,70% tiene entre 45 y 64 años y el 13,40% tiene más de 65 años de edad. La mediana de la edad es de 36 años. Por cada 100 mujeres hay 123,90 hombres y por cada 100 mujeres de más de 18 años hay 128,50 hombres.

## Localidades

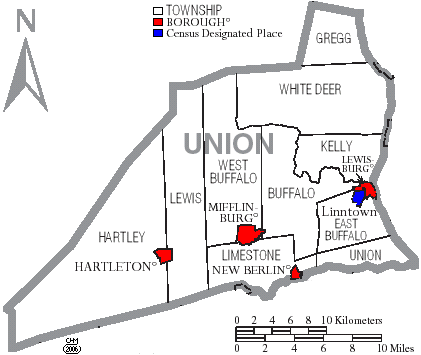
Mapa del condado con los boroughs en rojo, los municipios en blanco y los lugares designados por el censo en azul.

### Boroughs
Hartleton |
Lewisburg |
Mifflinburg |
New Berlin 

### Municipios
Buffalo |
East Buffalo |
Gregg |
Hartley |
Kelly |
Lewis |
Limestone |
Union |
West Buffalo |
White Deer 

### Lugar designado por el censo
Allenwood |
Laurelton |
Linntown |
New Columbia |
Vicksburg |
West Milton

### Área no incorporada
Winfield 